# Dolgovaške Gorice
Dolgovaške Gorice (węg. Hosszúfaluhegy) – wieś w Słowenii, w gminie Lendava. 1 stycznia 2018 liczyła 318 mieszkańców.